# یواس‌اس کازابلانکا (سی‌وی‌ئی-۵۵)
یواس‌اس کازابلانکا (سی‌وی‌ئی-۵۵) (به انگلیسی: USS Casablanca (CVE-55)) یک کشتی بود که طول آن ۵۱۲ فوت ۴ اینچ (۱۵۶٫۱۶ متر) بود. این کشتی در سال ۱۹۴۳ ساخته شد.